# 893 Leopoldina
893 Leopoldina eller 1918 DS är en asteroid i huvudbältet, som upptäcktes 31 maj 1918 av den tyske astronomen Max Wolf i Heidelberg. Den är uppkallad efter den tyska Vetenskapsakademien Leopoldina.
Asteroiden har en diameter på ungefär 85 kilometer.